# Tyranniscus
A Tyranniscus a madarak (Aves) osztályának verébalakúak (Passeriformes) rendjébe és a királygébicsfélék (Tyrannidae) családjába tartozó nem.
Besorolásuk vitatott, a Phyllomyias nemből lettek leválasztva, a rendszerezők egy része még nem fogadja el.

## Rendszerezés
A nembe az alábbi 4 faj tartozik:
- Tyranniscus burmeisteri vagy Phyllomyias burmeisteri
- Tyranniscus cinereiceps vagy Phyllomyias cinereiceps
- Tyranniscus nigrocapillus vagy Phyllomyias nigrocapillus
- Tyranniscus uropygialis vagy Phyllomyias uropygialis